# Леїньш Пауліс Янович
Пауліс Янович Леїньш (латис. Paulis Lejiņš, 26 лютого 1883, садиба Рімейка Вольмарського повіту Ліфляндської губернії, тепер Латвія — 27 березня 1959, місто Рига, тепер Латвія) — латиський вчений, президент Академії наук Латвійської РСР, професор сільськогосподарської академії Латвійської РСР. Депутат Верховної Ради СРСР 2—3-го скликань. Почесний доктор Латвійського університету (1932). Академік АН Латвійської РСР (з 1946). Член-кореспондент Академії наук СРСР з Відділення біологічних наук (тварини) (з 4 грудня 1946 року).

## Життєпис
Народився в багатодітній родині, рано втратив матір, потім батька. Навчався в Мазсалацькій парафіяльній школі, Ризькому реальному училищі. У 1902 році почав навчатися на сільськогосподарському факультеті Ризького політехнічного інституту, вступив до студентської корпорації «Селонія». У 1905—1906 роках продовжив навчання в університеті Галле (Німеччина), але в 1907 році закінчив Ризький політехнічний інститут (сільськогосподарське відділення).
Був співробітником газети «Земкопис», яку видавав Яніс Бісенієкс, за дорученням Бісенієкіса в 1909 році організував і керував до 1915 року навчальним господарством Єлгавської сільськогосподарської школи в замку Лусте. Організував сільськогосподарські виставки в Курземе, Земгале, Селія, Відземе, сільськогосподарські курси, був активним пропагандистом сільськогосподарських знань.
Після початку Першої світової війни в 1915 році виїхав до Росії як біженець. У липні 1918 року повернувся до Єлгави і важко захворів на іспанський грип. 8 листопада 1918 року увійшов до Земельного комітету Балтійського герцогства.
У 1919 році брав участь у заснуванні Вищої школи Латвії (1923 року перейменованою в Латвійський університет) та був одним із організаторів сільськогосподарського факультету університету.
У 1919—1932 роках — доцент кафедри тваринництва Латвійського університету, потім декан сільськогосподарського факультету та проректор Латвійського університету.
З 1939 року — професор новоствореної Єлгавської сільськогосподарської академії. 
Після радянської окупації Латвії в 1940 році був тимчасово міністром освіти Латвійської Республіки в уряді на чолі з Кірхенштейном.
У 1944—1946 роках — декан факультету ветеринарної медицини Латвійського сільськогосподарського університету.
З організацією Академії наук Латвійської РСР в 1946 році був обраний дійсним членом Академії (перший склад). Один із найкращих фахівців Латвійської РСР у галузі тваринництва.
У 1946—1951 роках — перший президент Академії наук Латвійської РСР.
Професор Латвійської сільськогосподарської академії, очолював Інститут зоотехніки та зоогігієни АН Латвійської РСР. Перший голова Латвійського товариства агрономів, засновник навчально-дослідного господарства «Рамава».
Помер 27 березня 1959 року в Ризі, похований на Лісовому цвинтарі.
На честь Леїньша названо вулиці міст Риги та Єлгави. У Латвійській академії наук з 1994 року щорічно присуджується премія імені Пауліса Леїньша вченим-аграріям за фундаментальні дослідження.

## Нагороди
- орден Трьох зірок ІІІ ст. (Латвія) (1934)
- орден Леніна
- три ордени Трудового Червоного Прапора
- медалі
- Заслужений діяч науки Латвійської РСР (1945)